# Lee Chih-kai
Lee Chih-kai (chinês simplificado: 李智凯; chinês tradicional: 李智凱; hanyu pinyin: Lǐ Zhìkǎi; tongyong pinyin: Lǐ Jhìhkǎi; Yilan, 3 de abril de 1996) é um ginasta artístico taiwanês, medalhista olímpico.

## Vida Pessoal
Aos seis anos, ele começou a realizar movimentos básicos de ginástica para ajudar a atrair clientes para a barraca de verduras de sua família no mercado local.
"Fazia alguns movimentos básicos - paradas de mão, capotamentos e tive a experiência de me acostumar a me apresentar em público." 
Em criança foi um dos vários jovens atletas apresentados no documentário 'Jump!  Boys'. Uma sequência intitulada 'Jump! Men ', que foi lançado em outubro de 2017.

## Carreira
Chih-kai começou a treinar ginástica com Lin Yu-hsin aos seis anos e se juntou à equipe de ginástica da Escola Primária de Gongzheng. 
Durante o Campeonato Mundial de Ginástica Artística de 2018, em Doha, ele foi o primeiro ginasta de Taipé a ganhar uma medalha no Cavalo com alças, conquistando o bronze no evento com a nota de 14.966.
Ainda em 2018, nos Jogos Asiáticos de 2018, em Jacarta, ele foi o primeiro ginasta de Taipé, Taiwan a ganhar uma medalha de ouro.
Ele participou dos Jogos Olímpicos de Verão de 2020 em Tóquio, onde participou da prova de cavalo com alças, conquistando a medalha de prata após finalizar a série com 15.400 pontos como representante do Taipé Chinês.